# Seznam ministrů životního prostředí Slovenské republiky
Seznam ministrů životního prostředí Slovenské republiky uvádí přehled všech ministrů tohoto resortu ve slovenské vládě. Do roku 1993 jsou uváděni předsedové Slovenské komise pro životní prostředí.
| Č. | Obrázek         | Jméno          | Od                | Do                | Strana | Strana        | Vláda                                | Poznámka                                                                 |
| -- | --------------- | -------------- | ----------------- | ----------------- | --- | ------------- | ------------------------------------ | ------------------------------------------------------------------------ |
| 1  |                 | Ivan Tirpák    | 27. červen 1990   | 22. duben 1991    | | KDH           | Mečiar I                             | Jako předseda Slovenské komise pro životní prostředí                     |
| 1  | 22. duben 1991  | Ivan Tirpák    | 23. červen 1992   | Čarnogurský       | | KDH           |                                      | Jako předseda Slovenské komise pro životní prostředí                     |
| 2  |                 | Jozef Zlocha   | 24. červen 1992   | 14. březen 1994   | | HZDS          | Mečiar II                            | Do roku 1993 jako předseda Slovenské komise pro životní prostředí        |
| 3  |                 | Juraj Hraško   | 15. březen 1994   | 12. prosinec 1994 | | SDĽ           | Moravčík                             |                                                                          |
| 4  |                 | Jozef Zlocha   | 13. prosinec 1994 | 29. říjen 1998    | | HZDS          | Mečiar III                           |                                                                          |
| 5  |                 | László Miklós  | 30. říjen 1998    | 15. říjen 2002    | | SMK           | Dzurinda I                           |                                                                          |
| 5  | 15. říjen 2002  | László Miklós  | 3. červenec 2006  | Dzurinda II       | | SMK           |                                      |                                                                          |
| 6  |                 | Jaroslav Izák  | 4. červenec 2006  | 18. srpen 2008    | | SNS           | Fico I                               |                                                                          |
| 7  |                 | Ján Chrbet     | 18. srpen 2008    | 5. květen 2009    | | SNS           | Fico I                               |                                                                          |
| 8  |                 | Ján Mikolaj    | 6. květen 2009    | 20. květen 2009   | Dočasně pověřen řízením ministerstva | SNS           | Fico I                               |                                                                          |
| 9  |                 | Viliam Turský  | 20. květen 2009   | 28. srpen 2009    | | SNS           | Fico I                               |                                                                          |
| 10 |                 | Dušan Čaplovič | 28. srpen 2009    | 29. říjen 2009    | | SMER-SD       | Fico I                               | Dočasně pověřen řízením ministerstva                                     |
| 11 |                 | Jozef Medveď   | 29. říjen 2009    | 30. červen 2010   | Od 1. července 2010 ministerstvo zrušeno a stalo se součástí Ministerstva zemědělství, životního prostředí a regionálního rozvoje Slovenské republiky (zákon č. 37/2010 Sb.) | SMER-SD       | Fico I                               |                                                                          |
| 12 |                 | József Nagy    | 2. listopad 2010  | 4. duben 2012     | | Most-Híd      | Radičová                             | Od 1. listopadu 2010 ministerstvo znovu zřízeno (zákon č.. 372/2010 Sb.) |
| 13 |                 | Peter Žiga     | 4. duben 2012     | 23. březen 2016   | | SMER-SD       | Fico II                              |                                                                          |
| 14 |                 | László Sólymos | 23. březen 2016   | 22. březen 2018   | | Most-Híd      | Fico III                             |                                                                          |
| 14 | 22. březen 2018 | László Sólymos | 23. leden 2020    | Pellegrini        | | Most-Híd      |                                      |                                                                          |
| 15 |                 | Árpád Érsek    | 28. leden 2020    | Pellegrini        | 21. březen 2020 | Most-Híd      | Dočasně pověřen řízením ministerstva |                                                                          |
| 16 |                 | Ján Budaj      | 23. leden 2020    | 1. duben 2021     | | navržen OĽaNO | Matovič                              | člen strany Zmena zdola, Demokratická únia Slovenska                     |
| 16 | 1. duben 2021   | Ján Budaj      | 15. květen 2023   | Heger             | | navržen OĽaNO |                                      | člen strany Zmena zdola, Demokratická únia Slovenska                     |
| 16 | 1. duben 2021   | Ján Budaj      | 15. květen 2023   | Heger             | navržen Demokrati |               |                                      | člen strany Zmena zdola, Demokratická únia Slovenska                     |
| 17 |                 | Milan Chrenko  | 15. květen 2023   | 25. říjen 2023    | | nestraník     | Ódor                                 |                                                                          |
| 18 |                 | Tomáš Taraba   | 25. říjen 2023    | úřadující         | | navržen SNS   | Fico IV                              | člen strany Život – národná strana                                       |